# Doğlat, İscehisar
Doğlat là một xã thuộc huyện İscehisar, tỉnh Afyonkarahisar, Thổ Nhĩ Kỳ. Dân số thời điểm năm 2011 là 132 người.